# Walt Disney Studios
The Walt Disney Studios («Студія Волта Діснея») — американська кіностудія, яка входить до медіаконгломерату The Walt Disney Company. Штаб-квартира підрозділу знаходиться в місті Бербанк, штат Каліфорнія.
Охоплює такі відомі кіностудії, як: Walt Disney Pictures, Walt Disney Animation Studios, Disneynature, Pixar, Marvel Studios, Lucasfilm, 20th Century Studios, Searchlight Pictures та Blue Sky Studios.
Розповсюдженням та продажем продукції цих студій для кінотеатрів та стримінгових сервісів займається Walt Disney Studios Motion Pictures. У 2019 році світові касові збори Disney поставили рекорд в 13,2 мільярда доларів. Студія випустила шість з десяти найбільш касових фільмів і дві найбільші касові франшизи за весь час.
Член американської асоціації кінокомпаній.

## Структура

### Студії
- Walt Disney Pictures
- Walt Disney Animation Studios
- Pixar Animation Studios
- Lucasfilm Ltd.
- Marvel Studios
- Disneynature
- 20th Century Studios
  - 20th Digital Studio
  - 20th Century Animation
    - Blue Sky Studios
- Searchlight Pictures

### Disney Music Group
- Walt Disney Records
- Hollywood Records
- Disney Music Publishing
- Disney Concerts

### Disney Theatrical Group
- Disney Theatrical Productions
- Buena Vista Theatrical
- Disney Theatrical Licensing
- Disney Live Family Entertainment
  - Disney on Ice
  - Disney Live!
  - Walt Disney Special Events Group

### Disney Studio Services
- Disney Digital Studio Services
- Studio Production Services
  - Walt Disney Studios (Бербанк)
  - Golden Oak Ranch
  - Prospect Studios
  - KABC7 Studio B
- Fox VFX Lab

## Колишні підрозділи
- Walt Disney Studios Motion Pictures (1953—2020) (перехід до Disney Platform Distribution)
- Hollywood Pictures (1989—2007)
- Touchstone Pictures (1984—2016)
- Miramax Films (1993—2010)
- Dimension Films (1993—2005)
- Fox 2000 (1994—2020)
- Skellington Productions (1986—1996)
- ImageMovers Digital (2007—2010)
- DisneyToon Studios (2003—2018)
- Disney Circle 7 Animation (2004—2006)
- Buena Vista Motion Pictures Group / Walt Disney Motion Pictures Group (1998—2006)
- Walt Disney Studios Home Entertainment (1978—2018)
- The Muppets Studio (2006—2014)